# Mosteiro de Hanle
O Mosteiro de Hanle ou Gompa de Hanle é um mosteiro budista tibetano (gompa) situado na aldeia homónima, no extremo sudeste do Território da União do Ladaque, noroeste da Índia. Pertence ao ramo Drukpa da seita Kagyu e foi fundado no final do século XVII. Situa-se cerca de 250 km por estrada a sudeste de Lé, no que foi uma rota de comércio ancestral entre o Ladaque e o Tibete, cuja fronteira, encerrada e disputada entre a China e a Índia, fica a mais de 4 300 de altitude, cerca de 20 km para leste em linha reta.
O mosteiro principal, um dos maiores e mais conhecidos do Ladaque, foi fundado sob o patrocínio do rei ladaque Sengge Namgyal (r. c.  1616–1642) com a ajuda do famoso lama e viajante tibetano Taktsang Répa Ngakwang Gyatso (em tibetano: Wylie: stag tshang ras pa ngag dbang rgya mtsho). Foi o primeiro mosteiro da linhagem Drukpa, a qual se tornou muito importante no Ladaque sob o patrocínio da família real Namgyal, rivalizando seriamente com a escola Gelug. Os outros mosteiros Drukpa no Ladaque são os de Hemis, Chemrey e Stakna.
Sengge Namgyal morreu em Hanle quado regressava de uma expedição militar contra os mongóis, que tinham ocupado Utsangue e ameaçavam o seu reino.
Em 1983 foi fundado no mosteiro, através de donativos externos, o Tashi Choeling ("Centro de Dharma Auspicioso"), que dá apoio às monjas residentes, que eram 47 em 2003. Segundo um artigo publicado em 2004, nessa altura apenas dez monges residiam no mosteiro e 33 iam lá regularmente para participarem nas orações.